# Atrococcus suaedae
Atrococcus suaedae (лат.) — вид полужесткокрылых насекомых-кокцид рода Atrococcus из семейства мучнистые червецы (Pseudococcidae).

## Распространение
Европа: Франция.

## Описание
Питаются соками растений, например, таких как Amaranthaceae: Suaeda fruticosa, ладанниковые (Cistaceae): Cistus monspeliensis.
Вид был впервые описан в 1941 году энтомологом Л. Гю (Goux, L.) вместе с видами A. melanovirens, и A. labiatarum. Atrococcus suaedae включён в состав рода Atrococcus вместе с видами A. luffi, A. bartangica, A. groenlandensis, A. melanovirens, A. colchicus, A. gouxi, A. altaicus, A. pauperculus, A. salviae, A. saxatilis, A. labiatarum, A. zirnitsi и другими таксонами. Видовое название A. suaedae дано по имени кормового растения (род Suaeda).